# Las Playas (Argentina)
Las Playas es una localidad argentina ubicada en el departamento Cruz del Eje de la Provincia de Córdoba. Se desarrolla linealmente entre la ruta provincial A175 y el río Cruz del Eje, a 5 km de la ciudad de Cruz del Eje.
Entre los cultivos de la zona se destacan el algodón, hortalizas y olivo. En la localidad se lleva a cabo el Festival Provincial de la Empanada Cordobesa.

## Población
Cuenta con 1158 habitantes (Indec, 2022), lo que representa un incremento del 19% frente a los 937 habitantes (Indec, 2010) del censo anterior.
| Gráfica de evolución demográfica de Las Playas entre 2001 y 2022 |
|                                                                  |
| Fuente: Censos nacionales del INDEC                              |